# David Lean (friidrottare)
David Lean, född 22 augusti 1935, är en australiensisk före detta friidrottare.
Lean blev olympisk silvermedaljör på 4 x 400 meter vid sommarspelen 1956 i Melbourne.